# Butterfield Overland Mail

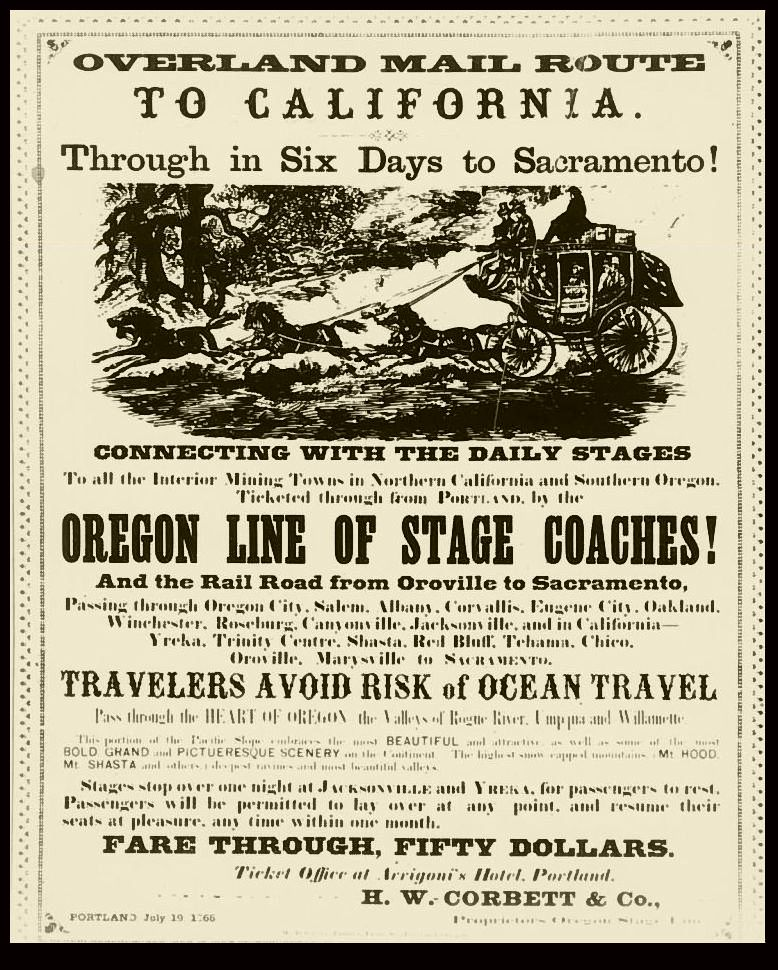
Poster pubblicitario per un servizio simile ma più tardi tra California e Oregon

Il Butterfield Overland Mail Trail era un servizio di diligenze degli Stati Uniti d'America, che ha operato dal 1857 al 1861. Trasportava i passeggeri e la posta dai due capolinea orientali, Memphis, Tennessee, e St. Louis, Missouri, a San Francisco, California. Le rotte da ciascun estremo orientale si incontravano a Fort Smith, Arkansas, e poi proseguivano nel Territorio indiano, nel Texas, nel Nuovo Messico, nell'Arizona, nella Bassa California e nella California, dove terminava a San Francisco. Il 3 marzo 1857, il Congresso di James Buchanan autorizzò il direttore postale e politico statunitense, Aaron Brown, a stipulare la consegna della posta statunitense da St. Louis a San Francisco. Prima di questo, la posta degli Stati Uniti legata al West era trasportata in nave attraverso il golfo del Messico a Panama, dove da lì veniva trasportata attraverso un istmo al Pacifico, e infine arrivava in nave in alcuni punti della California.